# ته‌نقش

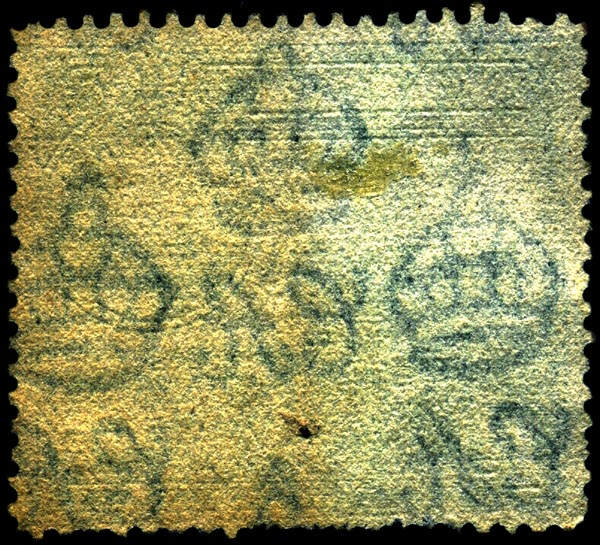
ته‌نقشی از تاج.

ته‌نقش، نقش‌آب (نقشاب) یا واتر مارک (به انگلیسی: Watermark) یا فیلیگران (به فرانسوی: Filigrane)، علائمی هستند که در زمینه‌های کاغذها، تمبرها یا اسکناس‌ها قرار داده می‌شوند و در حالت عادی قابل مشاهده نیست ولی اگر کاغذ یا تمبر در برابر آفتاب یا چراغ گرفته شود پدیدار می‌شوند.
ته‌نقش‌های علائمی بسیار متفاوتی هستند که هر کارخانه کاغذسازی نشانه‌های ویژه خود را در آن قرار می‌دهد. بیشتر ته‌نقش‌ها نشان‌دهندهٔ نام و علامت ویژه کارخانه کاغذ است و سال ساخت آن کاغذ را نیز می‌توان از آن دریافت. ته‌نقش‌ در طول عملیات ساخت ورق‌های کاغذی با استفاده از غلتکی ظریف در داخل آن‌ها ایجاد می‌شود.
بررسی ته‌نقش‌ها برای شناسایی تاریخ و مشخصات دست‌نوشته‌های و کتاب‌های قدیمی ناشناس اهمیت ویژه‌ای دارد.
در بسیاری از دست‌نوشته‌ها و کتاب‌های ایرانی دوران قاجار و پیش از آن به‌ویژه در فرمان‌های شاهانه، عقدنامه‌ها و قباله‌ها از کاغذهای ته‌نقش‌دار روسی و انگلیسی استفاده شده‌است. بازشناسی این ته‌نقش‌ها برای شناسایی مشخصات شماری از این آثار تنها راه ممکن بوده‌است.
واژهٔ نقش‌آب از آن‌جا آمده‌است که در آن قسمت کاغذ که نقش‌آب نشسته‌است فیبرها کم توده می‌شوند تا نقشی شفاف و آب‌گون در آن پدید آید.